# Ante Tomić
Ante Tomić (Dubrovnik, Croàcia, 17 de febrer de 1987) és un jugador croat de bàsquet contractat pel Club Joventut Badalona, procedent del Futbol Club Barcelona.
Té una estatura de 218 centímetres, destaca en la defensa pels seus taps i en l'atac pels seus bloqueigs i continuacions, que li permeten aconseguir molts punts. A més té un excel·lent joc de peus, i destaca en el joc estàtic. Ha estat MVP de la Lliga Adriàtica (2009), millor pivot de la lliga ACB (2011 i 2013) i millor pivot de l'Eurolliga (2013).

## Carrera

### Inicis
Va començar a jugar a bàsquet a l'equip de la seva ciutat, a Dubrovnik. Tomić, que havia jugat gairebé en totes les posicions, fins i tot de base quan era cadet, va fer una estirada espectacular en només un any i va passar a jugar de 3-4-5, fins a assentar-se finalment en la posició de 5. L'espigat Tomić va començar a destacar amb aquest equip, el nivell del qual era molt fluix, igual que la categoria en què jugava. Per això, en no tenir el nivell adequat per al jove Tomić, va decidir marxar de la seva ciutat natal per donar-se a conèixer a nivell nacional i internacional a Zagreb.
Així, va fitxar pel KK Zagreb, no podent jugar durant una temporada per la normativa de la federació croata. A Zagreb, va començar a fer-se un nom, arribant a la selecció sub 18, i a la selecció sub 20 posteriorment, amb la qual va jugar l'Europeu de Turquia el 2006.

### Reial Madrid
A principis de 2010 el Reial Madrid va aconseguir un principi d'acord amb el KK Zagreb per incorporar al jugador per tres temporades, amb opció del club a ampliar-ne una més, per les quals el jugador percebria uns dos milions d'euros. La seva primera temporada va ser bastant acceptable, i en la segona, va ser normalment titular i acabà essent triat en el quintet ideal de la lliga ACB 2010/11.
Després de signar uns números de 8,9 punts, 4,8 rebots, i 55% d'encert en tirs de dos en la seva tercera campanya com a integrant de la plantilla blanca, el club madridista va decidir rescindir el contracte del jugador per la seva "falta de competitivitat."

### FC Barcelona
Després d'abandonar la disciplina del Reial Madrid, es va especular que alguns dels clubs més importants d'Europa com ara el CSKA Moscou o l'Efes Pilsen estaven interessats en el seu fitxatge. Finalment el 5 de juliol de 2012, Tomic va fitxar pel FC Barcelona amb tres anys de contracte més un altre d'opcional, amb un sou anual de més d'un milió d'euros. Tomic esdevingué així l'onzè jugador de la història en haver jugat a les seccions de bàsquet del Reial Madrid i del FC Barcelona.
El juny de 2015 es va anunciar l'acord per ampliar el seu contracte fins a la fi de la temporada 2017/18, amb opció de seguir una temporada més.
Va deixar el Barça el juliol de 2020, després de vuit temporades a l'equip, en no renovar el contracte. En les seves vuit temporades al Barça va aconseguir un total de 12 títolss: 1 Lliga ACB (2013-14), 3 Copes del Rei (2013, 2018 i 2019), 1 Supercopa (2015) i 7 Lligues Catalanes (2012, 2013, 2014, 2015, 2016, 2017 i 2019).

### Joventut
Després de no renovar amb el Barça, Tomic va fitxar pel Joventut de Badalona per dues temporades més una d'opcional.
El 2025, després de 5 temporades al club verd-i-negre mostrant la seva millor versió, el pivot croat renova fins al 2028.

## Palmarès

### Amb la selecció croata
- 1 medalla d'or als Jocs del Mediterrani de 2009

### KK Zagreb
- 1 Copa croata (2008)
- MVP de la Lliga Adriàtica (2009)

### Reial Madrid
- Millor pivot de la lliga ACB (2011)
- 1 Copa del Rei (2012)

### FC Barcelona
- 1 Copa del Rei (2013)
- Millor pivot de l'Eurolliga (2013)
- Millor pivot de la lliga ACB (2013)
- 2013-2014 Lliga ACB[12]